# Rezső Nyers

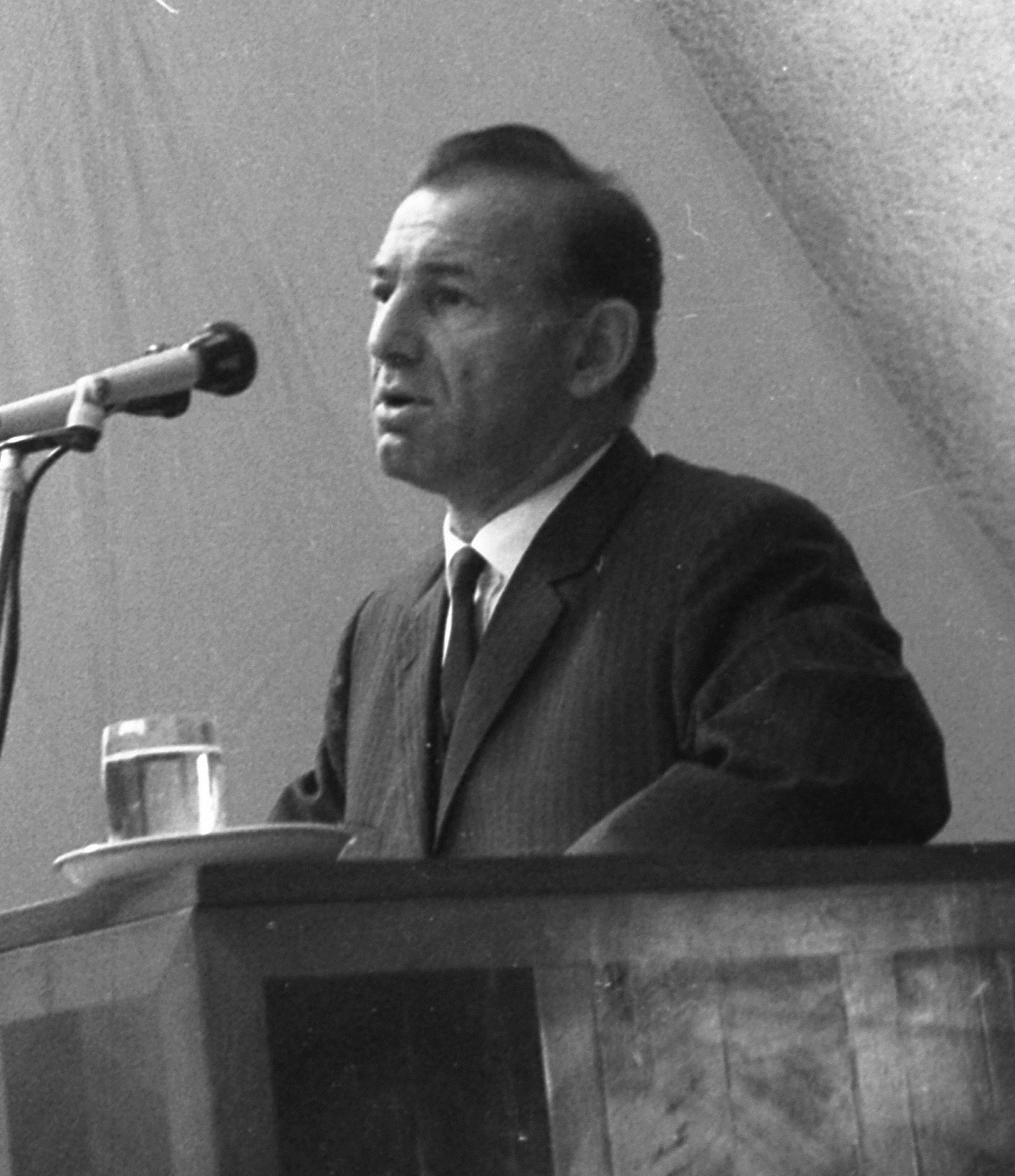
Rezső Nyers (1970)

Rezső Nyers (* 21. März 1923 in Budapest; † 22. Juni 2018) war ein ungarischer Politiker der Ungarischen Sozialistischen Arbeiterpartei (MSZMP), der in der Ära Kádár zwischen 1968 und 1973 als „Vater“ der ungarischen Wirtschaftsreformen galt und von 1989 bis 1990 Präsident der Ungarischen Sozialistischen Partei (MSZP), der Nachfolgerin der MSZMP, war.

## Leben

### Aufstieg zum ZK-Sekretär, Wirtschaftsreformen und Entmachtung
Nyers, der nach dem Schulbesuch eine Berufsausbildung als Drucker absolvierte, trat 1940 zunächst der Sozialdemokratischen Partei Ungarns bei, ehe er nach deren Zwangsvereinigung am 12. Juni 1948 mit der Kommunistischen Partei Mitglied der daraus entstandenen Partei der Ungarischen Werktätigen (Magyar Dolgozók Pártja, MDP) wurde. Am 1. Januar 1950 erfolgte seine Wahl zum Vorsitzenden des Rates von Kispest, das seither der 19. Bezirk von Budapest ist. 1954 wurde er Mitglied des Zentralkomitees (ZK) der MDP und zugleich 1956 für einige Monate Ernährungsminister.
Nach der blutigen Niederschlagung des Volksaufstandes und der Umbenennung der MDP in Ungarische Sozialistische Arbeiterpartei (Magyar Szocialista Munkáspárt) blieb er Mitglied des ZK und wurde darüber hinaus Vorsitzender der Regierungskommission für die Allgemeinheit.
1959 wurde er wiederum Ernährungsminister, ehe er im Rahmen einer Umbildung des Kabinetts von Ministerpräsident Ferenc Münnich am 15. Januar 1960 Finanzminister wurde und dieses Amt auch in der nachfolgenden Regierung von Ministerpräsident János Kádár bis zu seiner Ablösung durch Mátyás Tímár am 27. November 1962 behielt.
Danach wurde er im November 1962 Sekretär des ZK der MSZMP für Wirtschaftsfragen und wurde damit zum „Vater“ der ungarischen Wirtschaftsreformen, die Anfang 1968 begannen. Diese seit Mai 1966 bekannten Reformpläne sahen die Umstellung der Produktion von der extensiven auf die intensive Phase vor, d. h. die Steigerung der Effizienz, Qualitätsverbesserung und Anpassung an den Markt. Zugleich wurde er auch Mitglied im Politbüro des ZK.
Nachdem es 1972/73 unter dem Einfluss der Kommunistischen Partei der Sowjetunion (KPdSU) und deren Generalsekretär Leonid Breschnew zu einer Bremsung der Reformbemühungen gekommen war, verlor Nyers seine Funktionen als ZK-Sekretär sowie als Mitglied des Politbüros und des ZK. Kurze Zeit später wurde er zwar wieder als Mitglied in das ZK der MSZMP aufgenommen, hatte aber in den folgenden fünfzehn Jahren keinen weiteren Einfluss.

### Rückkehr in die Politik und Vorsitzender der MSZMP
Erst als Károly Grósz am 22. Mai 1988 auf der Landeskonferenz der MSZMP zum neuen Generalsekretär der MSZMP und somit zum Nachfolger Kádárs, der diese Position seit dem Volksaufstand von 1956 innegehabt hatte, gewählt worden war, wurde Nyers seinerseits wieder zum Mitglied in das Politbüro gewählt.
Kurz darauf gründete er die „Neue März-Front“, eine unabhängige Bewegung zur Erneuerung des Sozialismus, die sich auch für die Beseitigung des Stalinismus einsetzte. Darüber hinaus wurde er nicht nur Abgeordneter der Nationalversammlung (Országgyűlés), sondern in dieser auch Vorsitzender des Wirtschaftsausschusses.
Am 24. November 1988 wurde er von Ministerpräsident Miklós Németh zum Staatsminister für Wirtschaftsfragen in dessen Kabinett berufen.
Nyers wurde dann am 24. Juni 1989 zum Präsidenten des vierköpfigen Politbüros der MSZMP berufen, dem neben ihm Károly Grósz, Miklós Németh und Imre Pozsgay angehörten. Damit wurde er als Nachfolger des bisherigen Generalsekretärs Grósz neuer Parteivorsitzender der Ungarischen Sozialistischen Arbeiterpartei.
Während seiner bis 1990 dauernden Amtszeit als Parteivorsitzender baute er nicht nur internationale Kontakte zu anderen Parteien auf, sondern führte auch Gespräche mit der Opposition zum Übergang in ein Mehrparteiensystem. Darüber hinaus setzte sich Nyers, der ein überzeugter Befürworter der Marktwirtschaft war, für die Einführung demokratischer Entscheidungsprozesse und eine politische Öffnung ein. Außerdem förderte er durch die parteiinterne Reformpolitik eine Abkehr vom alten Konzept des Sozialismus hin zur Anerkennung westlich orientierter Menschenrechte.
Im Jahr 1990 folgte ihm Gyula Horn als Vorsitzender der MSZMP, die sich am 9. November 1989 als Ungarische Sozialistische Partei (Magyar Szocialista Párt) neu aufstellte.

## Veröffentlichungen
- Fünfundzwanzig Fragen, fünfundzwanzig Antworten. Pannonia-Verlag, Budapest, 1969
- Zwanzig Fragen, zwanzig Antworten Pannonia-Verlag, Budapest, 1970
- Erfahrungen in der Reform des Wirtschaftsmechanismus in Ungarn. Pannonia-Verlag, Budapest, 1970
- Die ungarische Reformpolitik. Friedrich-Ebert-Stiftung, Bonn, 1989